# 常居仁
常居仁，字備之，山西樂平縣人。清初政治人物。

## 生平
常居仁於順治三年（1646年）中式丙戌科三甲進士。選弘文院庶吉士，散館改戶科給事中。